# Tedros Adhanom Ghebreyesus

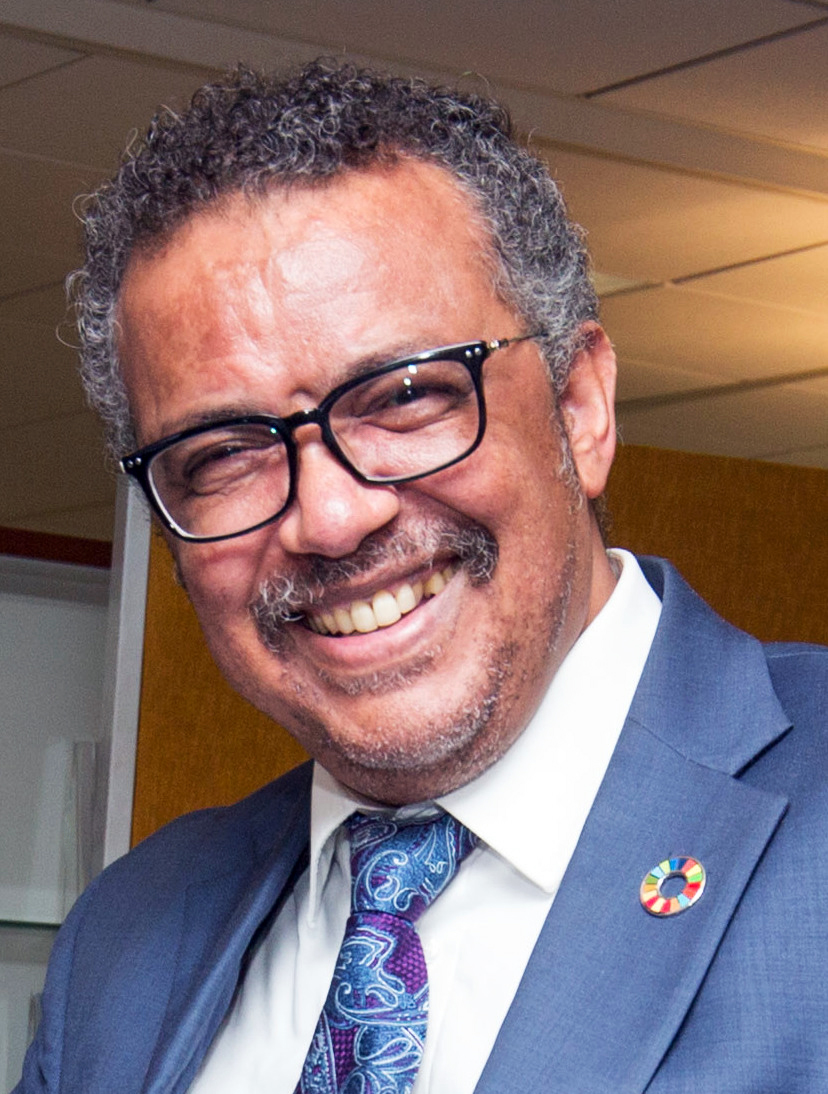
Tedros Adhanom Ghebreyesus (2018)

Tedros Adhanom Ghebreyesus (Tigrinya und amharisch ቴዎድሮስ አድሓኖም ገብረኢየሱስ; * 3. März 1965 in Asmara, damals Kaiserreich Abessinien, heute Eritrea) ist ein äthiopischer Biologe, Immunologe und Politiker. Er ist seit dem 1. Juli 2017 Generaldirektor der Weltgesundheitsorganisation (WHO) und war zuvor in Äthiopien Außenminister (ab dem 29. November 2012) und Gesundheitsminister (ab Oktober 2005).

## Leben und Wirken
Als Kind erlebte Tedros Adhanom Ghebreyesus (Tedros ist der Vorname) hautnah, wie sein drei- oder vierjähriger Bruder verstarb. Später, als er in Dänemark Biologie studierte, erkannte er, dass es die Masern waren, die man durch Impfung verhindern kann. „Ich habe das nicht akzeptieren können, bis heute nicht.“
Adhanom Ghebreyesus machte an der Universität Asmara 1986 seinen Bachelor of Science (BSc) im Fach Biologie. 1991 trat er der kommunistischen Volksbefreiungsfront von Tigray bei, die gemeinsam mit anderen äthiopischen Befreiungsorganisationen (u. a. der eritreischen Volksbefreiungsfront) im gleichen Jahr den Diktator Mengistu Haile Mariam stürzte. Bis 1992 studierte Adhanom Ghebreyesus an der University of London, wo er seinen Master of Science (MSc) in Immunology of Infectious Diseases (Immunologie von Infektionskrankheiten) ablegte. An der University of Nottingham promovierte er 2000 zum Doctor of Philosophy (Ph.D.) im Fach Community Health.
2005 bis 2012 war Adhanom Ghebreyesus äthiopischer Gesundheitsminister und von 2012 bis 2016 Außenminister. In seiner Zeit als Gesundheitsminister Äthiopiens leitete er eine umfassende Reform des Gesundheitssystems des Landes ein. Er etablierte eine universelle Krankenversicherung und verbesserte trotz begrenzter Ressourcen den Zugang zur Gesundheitsversorgung. Er wurde 2009 zum Vorsitzenden des Global Fund zur Bekämpfung von AIDS, Tuberkulose und Malaria gewählt. Zuvor bereits war er Vorsitzender des Roll Back Malaria Partnership Board und Co-Vorsitzender des Partnership for Maternal, Newborn and Child Health Board.
Im Mai 2017 wurde Adhanom Ghebreyesus auf der 70. Weltgesundheitsversammlung für eine Amtszeit von fünf Jahren zum Generaldirektor der WHO gewählt. Er wurde als erster Generaldirektor der WHO von der Weltgesundheitsversammlung aus mehreren Kandidaten gewählt und er ist der erste Mensch aus Afrika, der technischer und administrativer Leiter der WHO ist. Mit der Ernennung von Simbabwes Präsident Robert Mugabe zum „Goodwill“-Sonderbotschafter der WHO für Afrika rief Adhanom Ghebreyesus weltweit Entrüstung hervor. Vier Tage später machte er sie rückgängig.
Im April 2022 begann turnusmäßig der Prozess der Wahl des WHO-Generaldirektors. Vertreter von insgesamt 28 Staaten, darunter auch Deutschlands, Österreichs, Luxemburgs sowie der meisten europäischen Staaten, schlugen Adhanom Ghebreyesus zur Wiederwahl vor. Er blieb der einzige vorgeschlagene Kandidat und wurde im Mai 2022 auf der 75. Weltgesundheitsversammlung für eine zweite Amtszeit gewählt. Im Januar 2024 beschrieb er die Situation der Bevölkerung von Gaza als „höllisch“ und rief zum Frieden im Israelisch-Palästinensischen Konflikt auf. Im Dezember 2024 war er während eines Angriffes der Israelischen Luftstreitkräfte auf den Internationalen Flughafen von Sanaa in Yemen mit einem WHO-Team ebenfalls auf dem Flughafen. Bei dem Luftschlag wurde einer seiner Begleiter verletzt.
2021 wurde Adhanom Ghebreyesus in die National Academy of Medicine gewählt, 2022 als Ehrenmitglied in die Royal Society.

## Positionen
Tedros ist Mitglied der International Gender Champions, die sich für Geschlechtergleichstellung in nationalen und internationalen Organisationen einsetzt.

## Kritik
Während seiner Zeit als Gesundheitsminister sollen Journalisten davon abgehalten worden sein, über Cholera-Ausbrüche zu berichten.
Während seiner Zeit als Außenminister von Äthiopien wurde er von der EU um eine Stellungnahme zum gewaltsamen Verhalten von Militär und Polizei in Reaktion zu den Protesten in Oromia gebeten — Human Rights Watch (HRW) forderte eine starke Verurteilung der äthiopischen Militärgewalt von der EU und ihren Führungskräften.
Im Januar 2020 soll Tedros, dessen Wahl zum WHO-Generaldirektor von der chinesischen Regierung unterstützt worden war, auf Drängen des chinesischen Präsidenten Xi Jinping Informationen über die Mensch-zu-Mensch-Übertragung von COVID-19 zurückgehalten haben, was von der WHO dementiert wird. Da die WHO Chinas Vorgehen und die angebliche Offenheit seiner Führung lobt sowie Propagandabotschaften unkommentiert lässt, wurde von Tedros vielfach der Rücktritt gefordert.
In der bewaffneten Auseinandersetzung zwischen der äthiopischen Zentralregierung und der Regionalregierung in Tigray ab November 2020 warf ihm erstere eine einseitige Parteinahme für letztere vor.

## Name
Tedros Adhanom Ghebreyesus ist ein patronymischer Name, wie die meisten äthiopischen Personennamen. Adhanom ist dabei der Vatersname und Ghebreyesus der (nicht immer verwendete) Name des Großvaters, nicht der Nachname. Als Kurzform wird anstelle des nicht existierenden Nachnamens der Rufname Tedros verwendet.

## Werke (Auswahl)
- Tedros Adhanom Ghebreyesus, Tesfamariam Alemayehu, Andrea Bosma, Karen Hanna Witten, Awash Teklehaimanot: Community participation in malaria control in Tigray region Ethiopia. Acta Tropica. 61 (2), 1996, doi:10.1016/0001-706X(95)00107-P, PMID 8740892, S. 145–156 (englisch).
- Tedros Adhanom Ghebreyesus, Mitiku Haile, Karen Hanna Witten, Asefaw Getachew, Ambachew M. Yohannes, Mekonnen Yohannes, Hailay D. Teklehaimanot, Steven W. Lindsay, Peter Byass: Incidence of malaria among children living near dams in northern Ethiopia: community based incidence survey. BMJ. 319 (7211), 11. September 1999, doi:10.1136/bmj.319.7211.663, PMID 10480820, S. 663–666 (englisch).
- Tedros Adhanom Ghebreyesus: The effects of dams on malaria transmission in Tigray Region, northern Ethiopia, and appropriate control measures. Jisc Library Hub Discover (PhD thesis). University of Nottingham, 2000 (englisch).
- Tedros Adhanom Ghebreyesus, Michel Kazatchkine, Michel Sidibé, Hiroki Nakatani: Tuberculosis and HIV: time for an intensified response. The Lancet. 375 (9728), Mai 2010, doi:10.1016/S0140-6736(10)60595-8, PMID 20488527, S. 1757–1758 (englisch).
- Tedros Adhanom Ghebreyesus: Achieving the health MDGs: country ownership in four steps. The Lancet. 376 (9747), Oktober 2010, doi:10.1016/S0140-6736(10)61465-1, PMID 20864154, S. 1127–1128 (englisch).